# Milánó–Bologna-vasútvonal
A Milánó–Bologna-vasútvonal egy normál nyomtávolságú, 3 kV egyenárammal villamosított, kétvágányú, 219 km hosszú vasútvonal Olaszországban Milánó és Bologna között. Üzemelteti a Rete Ferroviaria Italiana (RFI).

## Képgaléria

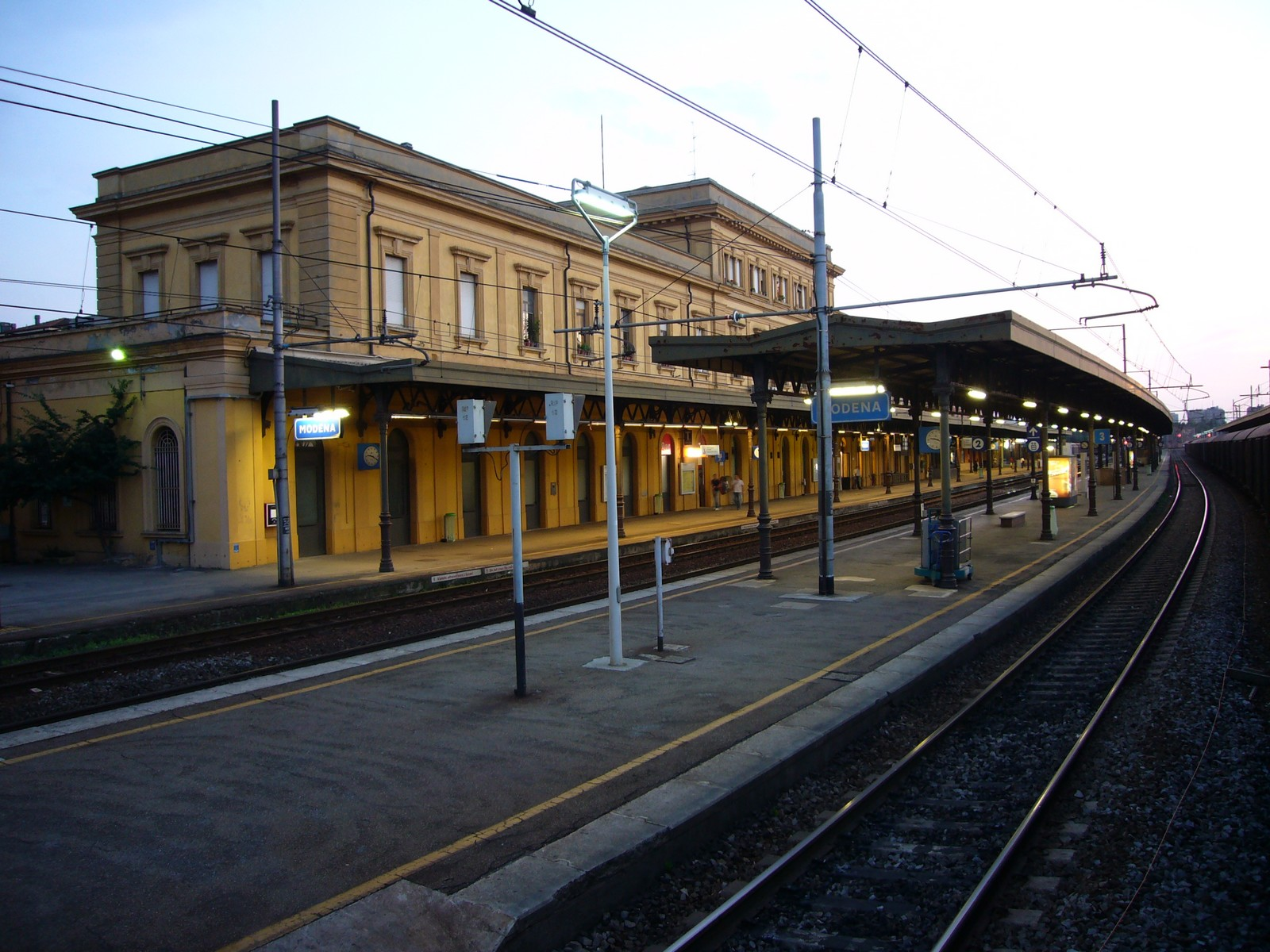
Stazione di Modena
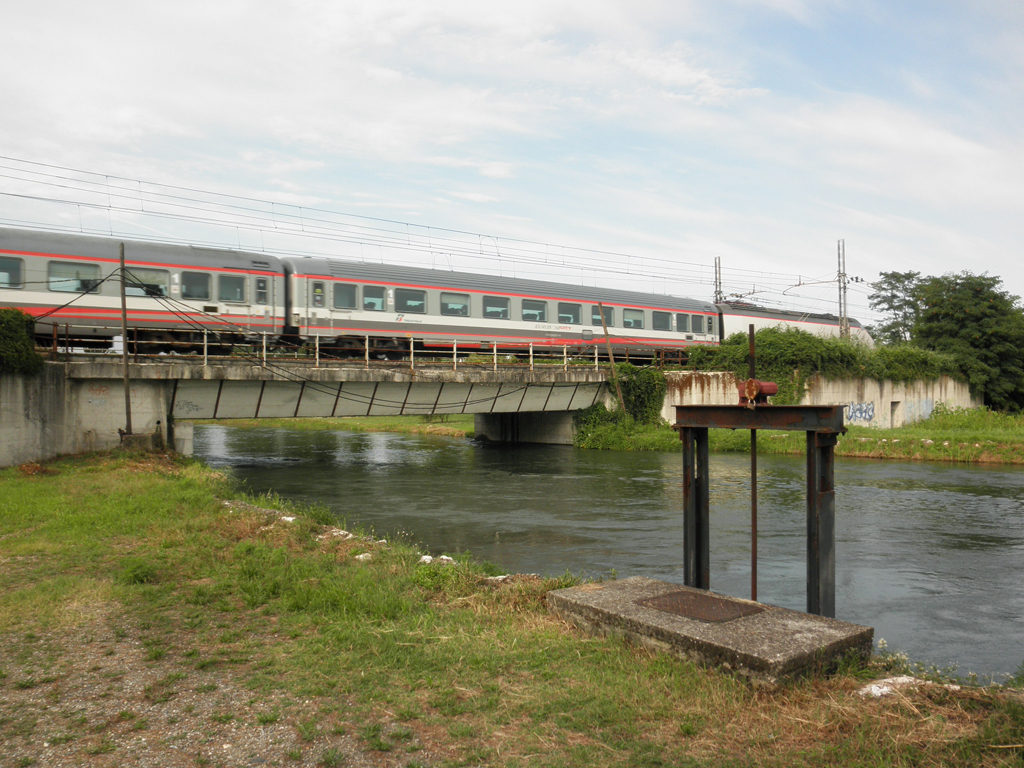
InterCity vonat a vonalon
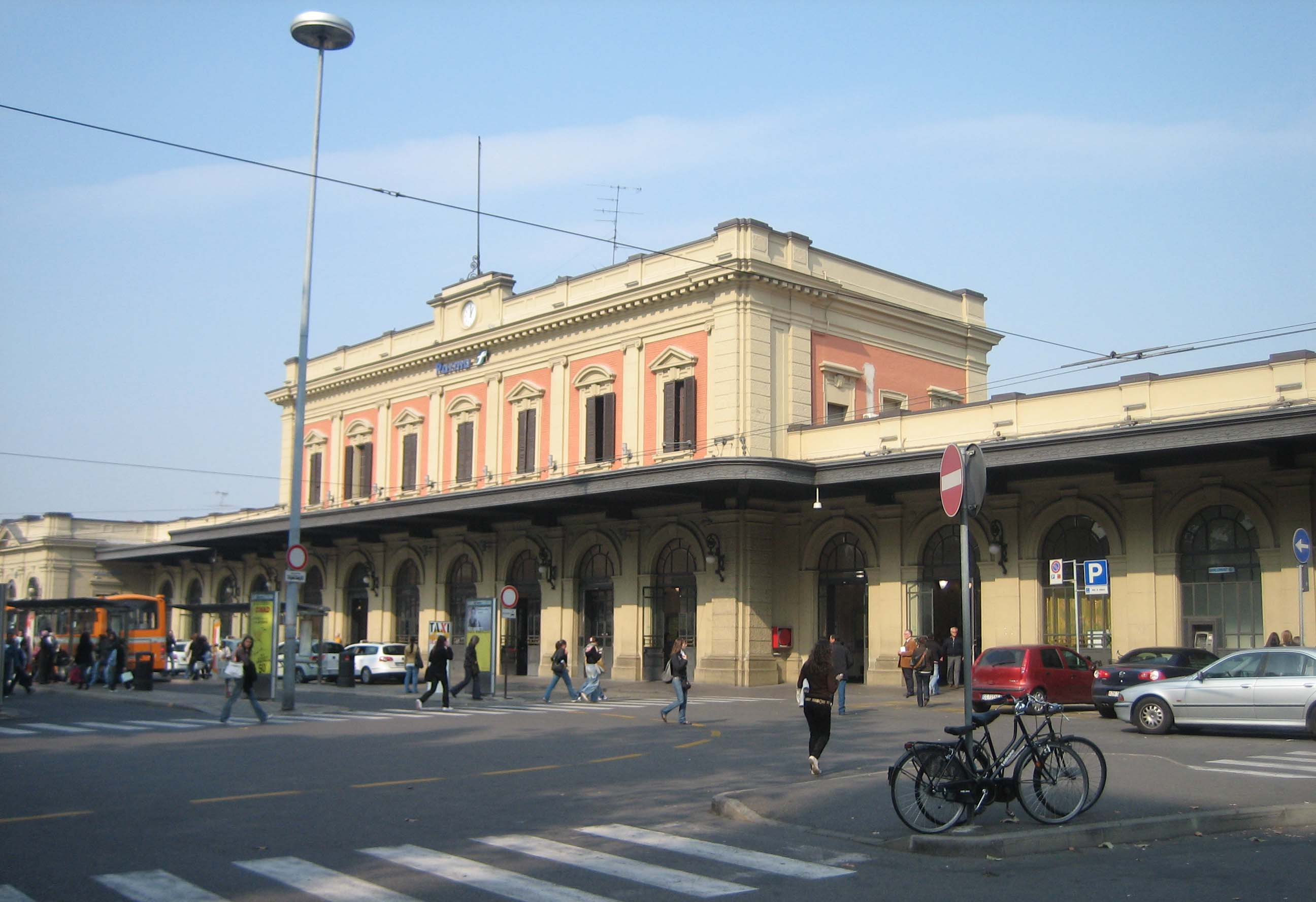
Stazione di Parma
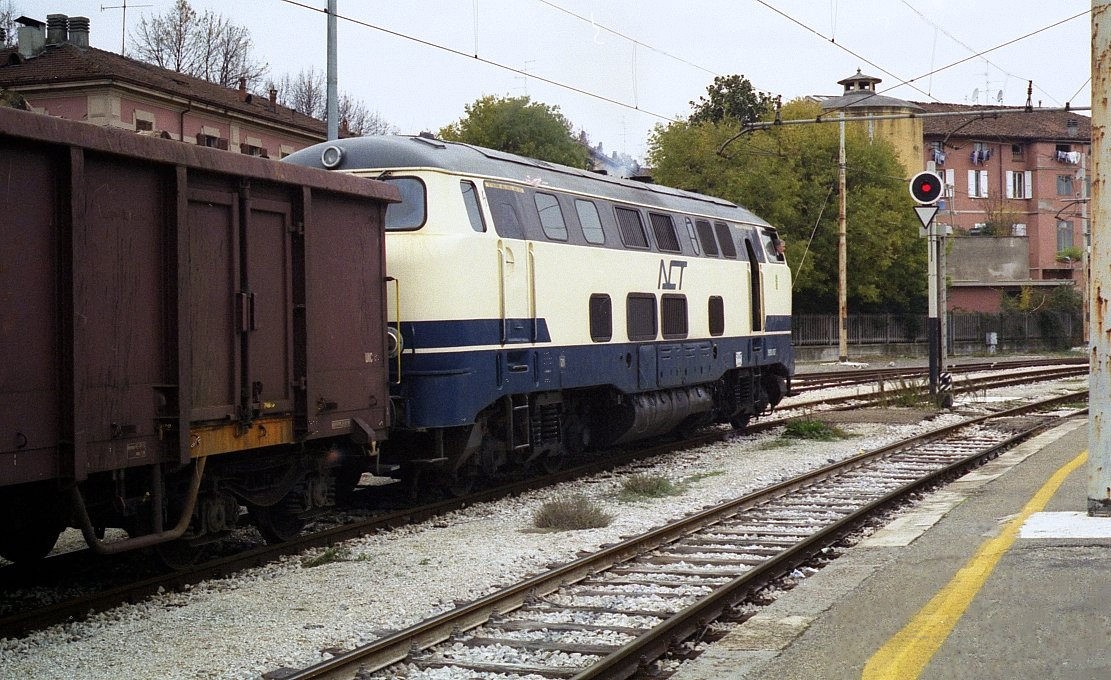
Stazione di Reggio Emilia